# فيديو تشاركي
إن الفيديو التشاركي هو شكل من أشكال وسائط الإعلام التشاركية والذي يقوم فيه مجموعة أو مجتمع بإنشاء فيلم خاص بهم. وتكمن الفكرة من وراء ذلك في أن صنع شريط فيديو هو أمر سهل ومتاح، وهو وسيلة رائعة لجمع الناس معًا من أجل استكشاف القضايا والتعبير عن المخاوف أو ببساطة أن يكون خلاقًا ويسرد قصصًا. ولذلك فهو يتحدث أساسًا عن عملية، وبالرغم من ذلك يمكن إنشاء أفلام عالية الجودة ومتاحة (منتجات) باستخدام هذه الطرق إذا كانت هذه هي النتيجة المرجوة. ويمكن أن تكون هذه العملية ممكنة جدًا، حيث تمكن مجموعة أو مجتمع من اتخاذ الإجراءات الخاصة بهم لحل مشاكلهم الخاصة، كما تمكنهم أيضًا من ربط احتياجاتهم وأفكارهم بصانعي القرار و/أو غيرهم من المجموعات أو المجتمعات. ومن ثم، يمكن أن يكون الفيديو التشاركي (PV) أداة فعالة للغاية لإشراك وحشد الناس المهمشين ولمساعدتهم في تنفيذ أشكال خاصة بهم من التنمية المستدامة المبنية على الاحتياجات المحلية.

## كيف يختلف الفيديو التشاركي عن صناعة الأفلام الوثائقية؟
بينما توجد أشكال من الأفلام الوثائقية التي تكون قادرة على تمثيل واقع حياة الأشخاص بها بحساسية وحتى التعبير عن المخاوف، تظل الأفلام الوثائقية بدرجة كبيرة منتجات من تأليف مخرج الفيلم الوثائقي. ومن ثم، نادرًا ما يكون للأشخاص بالأفلام الوثائقية أي رأي (أو يكون لهم رأي محدود في بعض الأحيان) في كيف سيتم تقديمها في نهاية الأمر. وعلى النقيض من ذلك، يقوم الأشخاص بصنع أفلامهم الخاصة التي يمكنهم من خلالها تشكيل القضايا وفقًا لحسهم بما هو مهم، كما يمكنهم أيضًا التحكم في كيفية تقديم هذه الأفلام. وبالإضافة لذلك، غالبًا ما يُتوقع من الأفلام الوثائقية أن تقوم بتلبية المعايير الجمالية الصارمة وغالبًا ما تكون مصنوعة مع وضع جمهور كبير في الاعتبار. ومن ناحية أخرى، يكون اهتمام الفيديو التشاركي أقل في المظهر عن المضمون، وعادة ما تكون الأفلام مصنوعة بجمهور خاص وأهداف موضوعة في الاعتبار.

## ما أصول الفيديو التشاركي؟
كانت التجارب الأولى في الفيديو التشاركي هي عمل دون سنودن، وهو كندي كان رائدًا في فكرة استخدام وسائل الإعلام لتمكين طريقة التنمية المجتمعية التي محورها الناس. ثم عمل سنودن، بصفته مدير إدارة الإرشاد الزراعي في جامعة ميموريال في نيوفاوندلاند، مع مخرج الأفلام كولين لو وبرنامج التحدي من أجل التغيير التابع للمجلس الوطني للأفلام بكندا من أجل تطبيق أفكاره في جزيرة فوجو، نيوفاوندلاند، وهي مجتمع صيد صغير. ومن خلال مشاهدة أفلام بعضهم البعض، أصبح القرويون المختلفون على الجزيرة يدركون أنهم تشاركوا العديد من المشاكل نفسها وأنه من خلال العمل معًا يمكنهم حل بعض منها. كما تم عرض أفلام للسياسيين الذين عاشوا بعيدًا جدًا وكانوا مشغولين جدًا عن زيارة الجزيرة على الطبيعة. ونتيجة لهذا الحوار، تغيرت السياسات والإجراءات الحكومية. وقد أصبحت التقنيات التي طورها سنودن تُعرف باسم عملية فوجو. واستمر سنودن في تطبيق عملية فوجو في جميع أنحاء العالم حتى وفاته في الهند عام 1984.
وكان أول فيديو من صنع المجتمع في كندا هو فيديو التحدي من أجل التغيير 1969 فيلم VTR St-Jacques، والذي تم تصويره في حي فقير بمدينة مونتريال. ومن أجل صناعة أفلام VTR St-Jacques، درّب المخرجان دوروثي هينولت وبوني شير كلاين أفراد المجتمع في فيديو لتمثيل نضالهم من أجل الحصول على رعاية طبية بأسعار معقولة. وقد تم عرض فيديو VTR St-Jacques في جميع أنحاء كندا والولايات المتحدة، مما ألهم مشاريع أخرى.
ولم يكن هناك أي حركة موحدة لتعزيز الفيديو التشاركي وممارسته لكن أسس أفراد وجماعات مختلفة مجموعات عمل صغيرة للفيديو التشاركي، وعادة ما تقولبه للاحتياجات والمواقف الخاصة. كما نمى الفيديو التشاركي مع إمكانية الوصول المتزايدة لمعدات الفيديو المنزلية.
تم نشر أول كتاب مهم عن الفيديو التشاركي في المملكة المتحدة عام 1997 بواسطة كليف روبرتسون وجاكي شو، وهما مديرا مؤسسة ريال تايم (Real Time Video)، وأصدرا العديد من الكتب والمقالات، بما فيها الكتاب المأخوذ منه هذه المقالة. ريال تايم هي مؤسسة خيرية تعليمية رائدة في العديد من التقنيات والمنهجيات التي لا تزال تستخدم حتى اليوم، وكانت تعمل في مجال الفيديو التشاركي منذ عام 1984.

## ما مدى انتشار وسائل الفيديو التشاركي؟
يستخدم الفيديو التشاركي في جميع أنحاء العالم وتم تطبيقه في العديد من الحالات المختلفة، من دعوة وتمكين المشاركة الأكبر في مشاريع التنمية إلى توفير بيئة علاجية وتواصلية للمصابين بأمراض عقلية أو الضعفاء. وتتنوع الأساليب من ممارس لممارس، فالبعض يختار الحفاظ على العملية أكثر انفتاحًا ويفضل غيرهم توجيه الأشخاص بشكل أكبر أو حتى استخدام الكاميرا بأنفسهم. ولا توجد طريقة ثابتة يتوجب بها عمل الفيديو التشاركي، ناهيك عن أنه يتضمن تأليف المجموعة نفسها وأن يكون تنفيذها بطريقة تشاركية وديمقراطية حقًا. وتمكن هذه النوعية من المرونة الفيديو التشاركي من تطبيقه على العديد من المواقف المختلفة.

## لماذا يتم استخدام الفيديو التشاركي؟
أصبح تنفيذ الفيديو التشاركي بهذه الطريقة وسيلة قوية لتوثيق الخبرات المحلية للناس واحتياجاتهم وآمالهم من وجهات نظرهم الخاصة. فهو يبدأ عملية التحليل والتغيير التي تحتفل بالمعرفة والممارسة المحلية مع الحفاظ على تحفيز الإبداع داخل وخارج المجتمع على حد سواء. ويعطي الفيديو التشاركي صوتًا ووجهًا لأولئك الذين عادة لا يتم سماعهم أو ملاحظتهم، حتى في البرامج التشاركية.

## تطبيقات الفيديو التشاركي
في اتحاد مع منهجيات أخرى مثل تقنيات التعلم التشاركي في العمل (PLA) التقييم الريفي التشاركي وغيرها. وقد تم تطبيق الفيديو التشاركي بنجاح على المشاريع التي تركز على تنمية المجتمع وتعزيز الابتكار المحلي والتطوير المحلي والعمل العلاجي ومنح الفرصة للمجموعات المهمشة للتعبير عن نفسها وتحفيز العمل الذي يقوده المجتمع وأداة التواصل مع صانعي السياسات ووسيلة إشراك المستخدمين في أبحاثهم الخاصة مثل البحوث الإجرائية والبحوث التشاركية والبحوث التي يقودها المستخدم وأيضًا لمراقبة وتقييم البرامج أو تقييم الأثر الاجتماعي...كما يتم تطوير التطبيقات الممكنة الجديدة باستمرار.

## أمثلة
- وسائل الإعلام الممسكة
- Children As Media Producers (CAMP)
- China Villager Documentary Project, www.ccdworkstation.com
- Deccan Development Society
- InsightShare Participatory Video
- Participatory Documentary Center of the IFCHINA Original Studio, www.ifchinastudio.org, www.artisimple.com
- Video Volunteers
- zaLab - video partecipativo e documentari www.zalab.org
- YouTube channel linking to videos made by children and youth throughout the world

## مقالات أخرى وكتب عن الفيديو التشاركي
Braden, S. Participation – A Promise unfulfilled? Building Alliance between people and government: Action Research for Participatory Representation.
Download: 
Braden, S. (1998) Video for Development. A casebook for Vietnam (Oxfam)
Elliot, D. (2006) “Everyone's a teacher everyones a student” ICT Update 
Johansson, L. (1999) ‘Participatory Video and PRA: Acknowledging the politics of Empowerment’, in Forests, Trees and People, Newsletter No. 40/41, December 1999, pp. 21–23.
Johansson, L. (1999) Participatory Video and PRA in development planning.
Download: 
Lunch, C. (2007) The Most Significant Change: using participatory video for monitoring and evaluation. In: Participatory Learning and Action نسخة محفوظة 22 يوليو 2012 على موقع واي باك مشين. 56, London: IIED. Download(pay per view or free to subscribers:
Lunch, N & C. (2006) Insight's into Participatory Video: a handbook for the field. Download: 
Lunch, C (2006) Participatory Video for monitoring and evaluation: Capacity.org  نسخة محفوظة 9 أكتوبر 2006 على موقع واي باك مشين.
Lunch, C (2004) 'PV - Rural People Document their Knowledge and Innovations': IK Notes. 
Milne, E-J. Mitchell, C. and de Lange, N. Eds. (2012) The Handbook of Participatory Video (AltaMira Press) https://rowman.com/ISBN/9780759121133
Nathanials, N.Q (2006) Implementation of Cocoa IPM in West Africa. Participatory Video. A guide to getting started (CABI) Download: 
Olmos, G. (2005) Participant Authored Audiovisual Stories (PAAS): Giving the Camera Away or giving the camera a way?” Download 
Robertson, C. and Shaw, J. (1997) Participatory Video: A Practical Approach to Using Video Creatively in Group Developmental Work (Routledge)
Sateesh, P.V. (1999) ‘An alternative to literacy?’ in Forests, Trees and People Newsletter No. 40/41, December 1999, pp.&nbsp;9–13
Satheesh, P. V (?) Participation and Beyond: Handing Over the Camera (Deccan Development Society, Hyderabad, India). Contact: 
Setchell, C (2006) Insight's new partnership with the United Nations : Sharing Circle. (see pages 2, 6 and 7).
White, S. (2003) (ed.) Participatory Video: Images that transform and Empower (London, Sage)